# 娜允镇
娜允镇，原称孟连镇，是中华人民共和国云南省普洱市孟连傣族拉祜族佤族自治县下辖的一个乡镇级行政单位。

## 行政区划
娜允镇下辖以下地区：
古城社区、城东社区、金塔社区、娜允村、芒掌村、芒弄村、景吭村、芒街村、南雅村、允山村、洪安村和南抗村。